# Prasophyllum pallidum
Prasophyllum pallidum là một loài thực vật có hoa trong họ Lan. Loài này được Nicholls miêu tả khoa học đầu tiên năm 1933.